# Cricca CC
La cricca CC (CC派S), o cricca del Club Centrale (中央俱樂部組織S), fu una delle fazioni politiche all'interno del Kuomintang (Partito Nazionalista Cinese), nella Repubblica di Cina. Era capeggiata dai fratelli Chen Guofu e Chen Lifu, amici di Chiang Kai-shek.
Chen Lifu e suo fratello maggiore Chen Guofu erano nipoti di Chen Qimei, che fino al suo assassinio, da parte del generale, signore della guerra, ed ex-presidente cinese Yuan Shikai nel 1916, era il mentore del futuro capo nazionalista Chiang Kai-shek. A causa di questi legami personali, i fratelli Chen vennero a dirigere le operazioni organizzative del KMT di Chiang, fondando la propria organizzazione politica nota come cricca CC.
Considerata l'estrema destra del Kuomintang insieme alla Società delle Camicie Azzurre, la cricca CC rappresentava tradizionalisti, anticomunisti, anti-giapponesi e interessi terrieri. Erano vicini al Generalissimo Chiang Kai-shek, influenzando le promozioni e detenevano il maggior numero di voti nel Comitato Esecutivo Centrale. Chen Li-fu era considerato il capo del partito. I suoi membri comprendevano molte delle élite all'interno del partito, compresa la moglie di Chiang Kai-shek Song Meiling e H.H. Kung. Influenzavano l'intelligence, il commercio, le banche, i militari, l'istruzione e la propaganda.
La cricca mise seguaci fedeli in tutto il partito e nella macchina del governo, assicurandosi influenza nella burocrazia, nelle agenzie educative, nell'organizzazione giovanile e nei sindacati. I fratelli influenzarono anche l'Ufficio centrale di investigazioni e statistiche del KMT, uno dei due principali corpi di polizia e di intelligence di Chiang. Chen Lifu ha ammesso liberamente che queste unità avevano causato notevoli critiche..